# Takakia
Takakia je rod mechů, pro něhož bývá vyhrazována samostatná třída Takakiopsida. Zahrnuje pouze dva druhy, T. ceratophylla a T. lepidozioides, rozšířené v různých částech Asie a Severní Ameriky.

## Popis
Na rostlinách rodu Takakia jsou patrné znaky mechů, stejně jako některé typické rysy játrovek. Dorůstá rozměrů v řádu několika málo centimetrů, nemají rhizoidy, nýbrž podzemní stolony, gametofyt mnohými rysy připomíná játrovky, zatímco později objevený sporofyt naznačuje příbuznost s mechy.